# Општина Раковица (Тимиш)
Раковица (рум. Racoviţa) општина је у Румунији у округу Тимиш.
Oпштина се налази на надморској висини од 101 m.